# Port lotniczy Hiroshima
Port lotniczy Hiroshima (jap. 広島空港 Hiroshima Kūkō) – międzynarodowy port lotniczy położony w miejscowości Mihara, w prefekturze Hiroshima. Jest największym portem lotniczym w regionie Chūgoku. W roku 2000 obsłużył 3,3 mln pasażerów.

## Linie lotnicze i połączenia
- Air China (Dalian, Pekin)
- All Nippon Airways (Okinawa, Sapporo-Chitose, Sendai, Tokio-Haneda, Tokio-Narita)
- Asiana (Seul-Incheon)
- Bangkok Airways (Bangkok-Suvarnabhumi)
- Continental Airlines
  - Continental Micronesia (Guam)
- China Airlines (Tajpej-Taiwan Taoyuan)
- China Eastern Airlines (Szanghaj-Pudong)
- China Southern Airlines (Guangzhou)
- Hong Kong Express (Hongkong) [wkrótce]
- Japan Airlines (Sapporo-Chitose, Tokio-Haneda)